# Poecilocloeus rubripes
Poecilocloeus rubripes är en insektsart som beskrevs av Marius Descamps och Christiane Amédégnato 1970. Poecilocloeus rubripes ingår i släktet Poecilocloeus och familjen gräshoppor. Inga underarter finns listade i Catalogue of Life.